# Luther Hanchett
Luther Hanchett (* 25. Oktober 1825 in Middlebury, Knox County, Ohio; † 24. November 1862 in Plover, Wisconsin) war ein US-amerikanischer Politiker. Zwischen 1861 und 1862 vertrat er den Bundesstaat Wisconsin im US-Repräsentantenhaus.

## Werdegang
Luther Hanchett besuchte die öffentlichen Schulen seiner Heimat. Nach einem anschließenden Jurastudium und seiner im Jahr 1846 erfolgten Zulassung als Rechtsanwalt begann er in Fremont in seinem neuen Beruf zu arbeiten. Im Jahr 1849 zog er in das Portage County in Wisconsin, wo er im Holzgeschäft und im Bergbau tätig wurde. Zwei Jahre lang war er dort auch Bezirksstaatsanwalt.
In Wisconsin schlug Luther Hanchett als Mitglied der 1854 gegründeten Republikanischen Partei eine politische Laufbahn ein. Zwischen 1856 und 1860 gehörte er dem Senat von Wisconsin an. Bei den Kongresswahlen des Jahres 1860 wurde er im zweiten Wahlbezirk von Wisconsin in das US-Repräsentantenhaus in Washington, D.C. gewählt. Dort trat er am 4. März 1861 die Nachfolge von Cadwallader C. Washburn an. Er konnte aber seine bis zum 3. März 1863 laufende Legislaturperiode im Kongress nicht beenden, da er am 24. November 1862 starb. Seine Zeit im US-Repräsentantenhaus war von den Ereignissen des Bürgerkrieges geprägt. Luther Hanchett wurde in Plover beigesetzt. Sein Abgeordnetenmandat fiel in einer Nachwahl an Walter D. McIndoe.